# غودزيلا (فلم 2014)
غودزيلا  (بالإنجليزية: Godzilla) هو فيلم خيال علمي أمريكي من إخراج غاريث إيفانز. هو ريبوت لسلسلة أفلام غودزيلا ويعيد سريد قصة أصل غودزيلا. أحداث الفيلم تقع في الزمن الحاضر، بعد 15 سنة من اكتشاف شرنقتين عملاقة في منجم بالفلبين. يخرج من الشرنقة كائنين آكلين للإشعاع، تسبان أضرار كبيرة في اليابان وهاواي وغرب الولايات المتحدة. استيقاظ هذان الكائنان يسبب استيقاظ كائن قديم أكثر ضراوة يعرف ب"غودزيلا"، الذي حاولت حكومة الولايات المتحدة إبقاء وجوده سراً على العالم منذ 1953. الفيلم من بطولة آرون جونسن وكين واتانابي وإليزابيث أولسن وجولييت بينوش وسالي هوكينز وديفيد ستراثيرن وبراين كرانستون. سيناريو الفيلم منسوب إلى ماكس بورنستاين لكنه يشمل مساهمات من ديفيد إس. غويور وديفيد كالهام وفرانك دارابونت ودرو بيرس.
صدر غودزيلا عالمياً بثنائي وثلاثي الأبعاد في 15 مايو 2014؛ وفي 16 مايو بأمريكا الشمالية. تلقى الفيلم ردود فعل إيجابية من النقاد، البعض منهم مدحوا الفيلم لاستخدامه السرد البطيء والتراكم الدرامي، بينما آخرون انتقدوا السيناريو الهش، وعدم التركيز الرئيسي على غودزيلا، مع ذلك، تلقى إخراج غاريث إيفانز ومؤثرات الفيلم البصرية والموسيقى وتصميم الوحوش أستقبالاً إيجابي.
حقق نجاح فوري في شبابيك التذاكر العالمية جامعاً 200 مليون دولار في أول أسبوع من عرضه. عائدته وصلت إلى حوالي 530 مليون دولار عند نهاية عرضه في دور السينما. نجاح الفيلم دفع الشركة المنتجة ليجنداري بيكتشرز للعمل على أجزاء أخرى منه مع ارتباط غاريث إيفانز بها كمخرج. الجزء الثاني من المقرر أن يصدر في 8 يونيو 2018.

## القصة
في عام 1954، يُجذب غودزيلا، وهو مفترس ألفا من عصر ما قبل التاريخ، إلى حلقية بيكيني في محاولة لقتله بقنبلة نووية. في عام 1999، يُحقق عالمي الإمبراطور إيشيرو سيريزاوا وفيفيان جراهام في الهيكل العظمي لوحش مشابه لغودزيلا في كهف اكتشف بعد انهيار منجم لليورانيوم في الفلبين. يجدون أيضًا بوغتين عملاقتين، واحدة ساكنة وأخرى فقست، مع أثار تؤدي إلى البحر. في اليابان، تعاني محطة جانجيرا للطاقة النووية من نشاط زلزالي غير عادي، ويرسل المشرف جو برودي زوجته ساندرا لقيادة فريق من الفنيين إلى المفاعل. تخرق الهزة المفاعل، ما يجبر جو على إغلاق باب المفاعل قبل أن تتمكن ساندرا وفريقها من الفرار أثناء انهيار المحطة.
بعد 15 عامًا، يعود فورد ابن جو وساندرا، وهو ضابط التخلص من الذخائر المتفجرة تابع للبحرية الأمريكية، من جولة في الخدمة إلى زوجته إيلي وابنه سام في سان فرانسيسكو، ولكن يجب عليهما المغادرة فورًا إلى اليابان بعد اعتقال جو بتهمة تجاوز منطقة الحجر الصحي في جانجيرا. جو مصمم على معرفة سبب الانهيار، ويقنع فورد بمرافقته لاسترداد بيانات مهمة من منزله القديم. يكتشفا أن المنطقة غير ملوثة ويسترجعا البيانات، ولكن يُكشف أمرهما وينقلان إلى منشأة بين أنقاض المحطة. يحتوي المرفق على خادرة ضخمة كانت تتغذى من مفاعلات المحطة لمدة 15 عامًا وينبعث عنها نبضات كهرومغناطيسية قوية على مر الوقت. يخرج مخلوق مجنح ضخم يشبه الحشرات من الخادرة ويهرب، مدمرًا المنشأة أثناء هروبه. أصيب جو بجروح خطيرة ويموت في وقت لاحق. يُبلغ عن الحادث على أنه زلزال.
ينضم سيريزاوا وغراهام إلى فرقة عمل تابعة للبحرية الأمريكية بقيادة الأدميرال ويليام ستينز للبحث عن المخلوق، الملقب بـ «موتو» (كائن بري ضخم مجهول الهوية). سيريزاوا وغراهام يكشفان لفورد أن رحلة عام 1954 في أعماق البحار أيقظت جودزيلا وكانت التجارب النووية في الخمسينات من القرن العشرين في الحقيقة محاولات لقتله وعندما لم ينجح ذلك، أُنشئ مشروع مونارك لدراسة غودزيلا والحوش المماثلة له سرًا. يشرحون أيضًا أن موتو تسبب في انهيار جانجيرا. يكشف فورد أن جو كان قد راقب إشارات تحديد الموقع بالصدى التي تشير إلى أن موتو كان يتواصل مع شيء ما، على الأرجح غودزيلا.
يهاجم موتو غواصة روسية ويسقطها في أواهو لكي يتناول موادها النووية. يصل غودزيلا، مسبباً تسونامي في هونولولو، ويشتبك مع موتو لفترة وجيزة في معركة قبل أن يفر. يستنتج سيريزاوا أن موتو كان يتواصل مع شيء آخر، ما دفع الجيش إلى التحقيق في البوغ الأخرى المخزنة في مستودع جبل يوكا للنفايات النووية في ولاية نيفادا. ولكن، يظهر بالفعل موتو ثاني أكبر، بلا أجنحة، ويهاجم لاس فيغاس. يستنتج العلماء أنها أنثى وأن الذكر كان يتواصل معها، وكانت إشاراتهم دعوة للتزاوج.
بالرغم من اعتراضات العلماء، وافق ستينز على خطة لاستخدام الرؤوس الحربية النووية لجذب الوحوش الثلاثة جميعها إلى المحيط المفتوح وتدميرها. مع عودته إلى الولايات المتحدة، ينضم فورد إلى الفريق الذي يسلم الرؤوس الحربية بالقطار، لكن موتو الأنثى تعترضهم وتلتهم معظم الرؤوس الحربية. يُنقل الرأس الحربي المتبقي جواً مع فورد إلى سان فرانسيسكو، حيث تتلاقى الوحوش، ويُنشط بعد ظهور غودزيلا عند جسر البوابة الذهبية، وينتزعه موتو الذكر وينقله إلى الأنثى، التي تشكل عشًا حوله في منطقة الحي الصيني.
أثناء معركة جودزيلا مع موتو الذكر والأنثى، يدخل فورد وفريق الاقتحام إلى المدينة عبر قفزة هالو (القفز بالمظلات العسكرية من ارتفاعات عالية) للعثور على الرأس الحربي وتعطيله قبل أن ينفجر. بسبب عدم القدرة على الوصول إلى المؤقت، يضع الفريق الرأس الحربي على متن قارب للتخلص منه في البحر، بينما يدمر فورد العش. يهزم جودزيلا موتو الذكر والإنثى وينهار على الشاطئ من الإرهاق. يخرج فورد القارب إلى البحر المفتوح، ويُنقذ قبل أن ينفجر الرأس الحربي، ويجتمع مجددًا مع عائلته في ملجأ للطوارئ في صباح اليوم التالي. جودزيلا يستعيد عافيته ويعود إلى البحر، في حين يصفه الإعلام «بملك الوحوش» ويتكهن ما إذا كان قد يكون منقذًا.

## طاقم التمثيل
- آرون تايلور جونسن في دور فورد برودي[2]

ابن جو وساندرا برودي. بعد انهيار المحطة النووية، نشأ في الولايات المتحدة وأصبح ملازمًا في البحرية الأمريكية كضابط للتخلص من الذخائر المتفجرة. عندما التقى تايلور جونسن لأول مرة مع إدواردز، تحدثوا لمدة ست ساعات عن النموذج الأولي للشخصية. صرح تايلور جونسن أن إدواردز جلب مستوى من «الحميمية» للفيلم وأثنى عليه لأنه يعامله على أنه «فيلم فني كبير الميزانية». قال: «أعتقد أنه سعى لتحقيق التوازن الصحيح بين الحساسية والتستوستيرون. ربما واجهت تحديًا عاطفيًا في هذا الفيلم أكثر من أي فلم دراما أو إثارة مستقل». خضع تايلور جونسن للتدريب لاكتساب الآداب العسكرية، وقال إنه أدى «الكثير من المشاهد الخطيرة بنفسه». ورد أن دور فورد عرض على جوزيف غوردون ليفيت في عام 2012، لكنه رفض. بحلول عام 2013، كان هنري كافيل وسكوت مكنيري وكيلب لاندري جونز يشكلون القائمة المختصرة للممثلين المرشحين للدور قبل أن تهتم شركة ليجنداري بتايلور جونسن. يلعب كاميرون آدمز دور برودي وهو طفل صغير.
- كين واتانابي في دور الدكتور إيشيري سيريزاوا[2]

عالم في مشروع مونارك. كان واتانابي متشككًا في البداية بشأن فيلم الجديد لهوليوود عن غودزيلا لكنه غير رأيه بعد لقاء مع إدواردز، قائلاً: «إذا كنت تروي قصة غودزيلا، فلا يمكنك فصلها عن العنصر النووي، وكان أول شيء سألت عنه هو ما إذا كان سيكون هناك عنصر نووي في القصة، بما أن الموضوع الآن، في اليابان، مشكلة حساسة حقًا. كنت قلقًا بشأن كيف يمكنني استخدام ذلك في القصة وكيف يمكنني جعل ذلك مقبولًا، لكن غاريث فهم تلك المشاعر». شخصية واتانابي سميت على اسم مخرج عدة أفلام عن جودزيلا، إيتشيرو هوندا، وعلى اسم العالم الذي قتل غودزيلا في الفيلم الأصلي لعام 1954، الدكتور دايسوكي سيريزاوا.
- إليزابيث أولسن في دور إيلي برودي[2]

زوجة فورد وممرضة في مستشفى سان فرانسيسكو العام. وافق أولسن على الانضمام إلى الفيلم بعد الإعجاب بفيلم إدواردز السابق مونسترز، وحماس إدواردز للفيلم وتاريخ غودزيلا.
- جولييت بينوش في دور ساندرا برودي [2]

مستشارة الأنظمة النووية في محطة جانجيرا النووية. هي متزوجة من جو برودي وهي أم فورد برودي. وافقت بينوش على الانضمام للفيلم بعد قراءة رسالة «جميلة» من إدواردز ولأنها أرادت «إرضاء» ابنها، الذي هو أيضًا من محبي غودزيلا، ولكن، فقد ذكر إدواردز أن مشهد موت الشخصية هو ما أقنعها (وكرانستون أيضًا) بالانضمام إلى الفيلم. وكشفت بينوش في وقت لاحق أن كوينتين تارانتينو اعترف أنه بكى خلال مشهد وفاة شخصيتها، وقال تارانتينو إنها كانت «المرة الأولى التي بكيت فيها خلال فيلم بلوك باستر ثلاثي الأبعاد».
- سالي هوكينز في دور الدكتورة فيفيان جراهام[2]

عالمة في مشروع مونارك. لقد كانت «اليد اليمنى» لسيريزاوا لسنوات عديدة. كانت هوكينز هي الممثلة الأخيرة التي اختيرت بين كادر العمل بينما كان يجري التصوير الرئيسي للفيلم.

## روابط خارجية
- مقالات تستعمل روابط فنية بلا صلة مع ويكي بيانات